# 横浜市立帷子小学校
横浜市立帷子小学校（よこはましりつ かたびらしょうがっこう）は、神奈川県横浜市保土ケ谷区にある市立小学校。

## 沿革
- 1910年（明治43年） - 「尋常帷子小学校」が誕生
- 1924年（大正13年） - 校名を「帷子尋常小学校」に変更
- 1941年（昭和16年） - 校名を「帷子国民学校」に変更
- 1946年（昭和21年）1月15日 - 廃校
- 1951年（昭和26年）10月1日 - 横浜市立帷子小学校が開校（再興）

## 周辺
- イオン天王町店
- 横浜ビジネスパーク
- 横浜市保土ケ谷公会堂